# 조말선
조말선(1965년 ~ )은 대한민국의 시인이다. 1965년 경상남도 김해에서 태어나 동아대학교 불문과를 졸업했다. 2001년 제7회 「현대시 동인상」, 2012년 제17회 「현대시학작품상」을 수상했다.

## 약력
1998년 《부산일보》 신춘문예와 《현대시학》을 통해 등단했다. 2001년 제7회 「현대시 동인상」, 2012년 제17회 「현대시학작품상」을 수상했다.

## 수상
- 2001년 제7회 「현대시 동인상」
- 2012년 제17회 「현대시학작품상」

## 저서

### 시집
- 《매우 가벼운 담론》(문학세계사, 2002)
- 《둥근 발작》(창비, 2006)